# Convolvulus lineatus
Espèce
Convolvulus lineatus , le Liseron à rayures parallèles ou Liseron rayé, est une espèce végétale de la famille des Convolvulaceae.

## Habitat
Le Liseron rayé se développe dans des lieux secs en été et humides en hiver, sur substrat argilo-sableux.

## Répartition

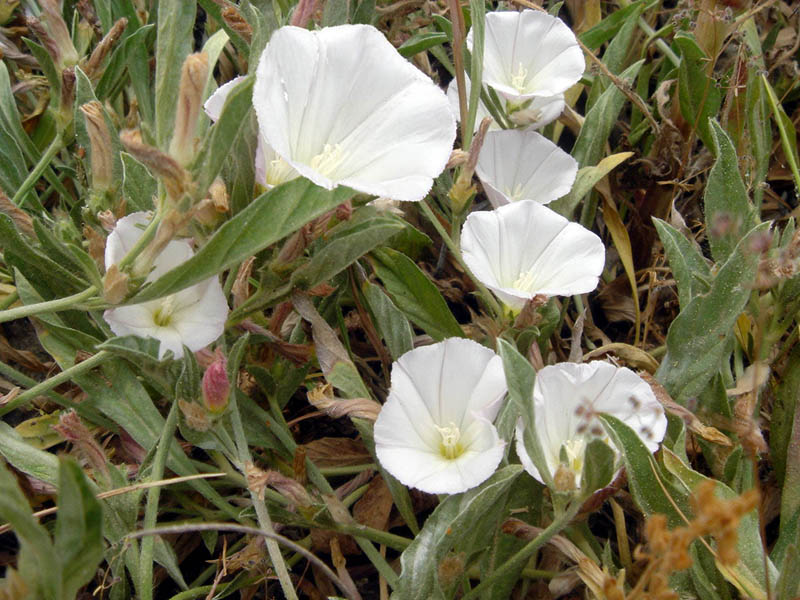
Détail des fleurs.

Convolvulus lineatus  est originaire des régions et pays suivants : Afghanistan, Albanie, Algérie, Altaï, Baléares, Biélorussie, Bulgarie, Rus d'Europe centrale, Corse, Chypre, Est de la mer Égée, Russie d'Europe de l'Est, Égypte, France, Grèce, Iran, Italie, Kazakhstan, Kirghizistan, Krym, Liban-Syrie,  Libye, Mongolie, Maroc, Caucase du Nord, Pakistan, Palestine, Portugal, Roumanie, Sicile, Russie sud-européenne, Espagne, Tadzhikistan, Transcaucasie, Tunisie, Turquie, Turkménistan, Ukraine, Xinjiang.
En France, on le trouve principalement en région Méditerranéenne.

## Description
C'est une plante vivace de 5 à 30 cm, gazonnante, soyeuse blanchâtre, à souche sous-ligneuse. Elle possède des feuilles argentées et soyeuses sur les deux faces, linéaires-lancéolées. L'inflorescence est composée de 1 à 4 fleurs. Les fleurs sont roses, en forme d'entonnoir, d'environ 2 à 3 cm, brièvement pédicellées et entourées de bractées.

## Synonymes
Convolvulus lineatus  a pour synonymes selon World Checklist of Selected Plant Families (WCSP) (19 décembre 2020) :
- synonyme homotypique :
  - Convolvulus humilis Salisb., Prodr. Stirp. Chap. Allerton: 125 (1796), nom. illeg.
- synonymes hétérotypiques :
  - Convolvulus spicifolius Desr. in J.B.A.M.de Lamarck, Encycl. 3: 549 (1792).
  - Convolvulus intermedius Loisel., J. Bot. (Desvaux) 2: 264 (1809).
  - Convolvulus gerardii Roem. & Schult., Syst. Veg., ed. 15 bis 4: 294 (1819).
  - Convolvulus besseri Spreng., Syst. Veg. 1: 610 (1824).
  - Convolvulus nitens K.Koch, Linnaea 22: 743 (1849).
  - Convolvulus lineatus var. pentapetaloides Batt., Bull. Soc. Hist. Nat. Afrique N. 12: 27 (1921).
  - Convolvulus lineatus var. minutus Maire & Weiller, Bull. Soc. Hist. Nat. Afrique N. 31: 28 (1940).
  - Convolvulus tshegemensis Galushko, Novosti Sist. Vyssh. Rast. 13: 252 (1976).